# Testosterona (película)
Testosterona (2003) es una adaptación cinematográfica de la novela homónima de James Robert Baker. Dirigida por David Moreton, fue protagonizada por David Sutcliffe, Antonio Sabato Jr. y Jennifer Coolidge.

## Resumen del argumento
El treintañero Dean Seagrave (David Sutcliffe) es un novelista gráfico que vive en Los Ángeles y, aunque ha encontrado la felicidad personal con su atractivo novio argentino, Pablo (Antonio Sabato, Jr.), no puede superar el bloqueo de escritor subsiguiente al éxito de su primera novela gráfica, Teenage Speed Freak. Su vida comienza a desmoronarse cuando su editora, Luise (Jennifer Coolidge), le plantea un ultimátum y Pablo, el novio sexy, sale a por cigarrillos una noche y no vuelve. Solo, deprimido y al límite de su resistencia, vuela a Argentina en busca de un final en su relación, pero los personajes que descubre allí —la controladora y reservada madre de Pablo (Sonia Braga); un examante del mismo, Marcos (Leonardo Brzezicki) y la hermana de Marcos, Sofía (Celina Font)— conspiran para impedirle que consiga lo que quiere.

## Localización de la película
La película se filmó en Buenos Aires, Argentina.

## Participación en festivales
Testosterona fue estrenada el 11 de septiembre de 2003 en Canadá, durante el Toronto International Film Festival. Su estreno en Estados Unidos fue el 26 de junio de 2004, en el San Francisco International Lesbian and Gay Film Festival. Posteriormente participó en el Montréal Image and Nation Film Festival de Canadá, el 24 de septiembre de 2004 y en el Reel Affirmations International Gay and Lesbian Film Festival, en Estados Unidos, el 16 de octubre de 2004. 